# Молодёжный парламентаризм
Молодёжный парламентаризм — система представительства прав и законных интересов молодёжи как особой социальной группы, которая основана на создании и функционировании при органах государственной власти или в установленном ими порядке специальной общественной консультативно-совещательной структуры молодёжи — молодёжного парламента, а также иных общественных институтов участия молодых граждан в жизни государства. Молодёжный парламентаризм также понимается как элемент гражданского общества, представляющий собой механизм реализации молодёжной политики в форме участия молодёжи в социально-экономических, общественно-политических процессах.

## История

### Совет Европы
В 1992 году Совет Европы принял Европейскую хартию об участии молодёжи в жизни муниципальных и региональных образований. Согласно разделу II Хартии, с целью успешного проведения молодёжной политики, муниципалитеты и другие территориальные образования обязуются «создать институты, оптимально отвечающие потребностям участия молодёжи в решениях и дискуссиях по касающимся её вопросам». Согласно Хартии, эти институты призваны дать молодёжи возможность стать партнёрами власти в проведении молодёжной политики.

### Россия
Открытая дискуссия по вопросам молодёжного парламентаризма в России началась в марте 1999 г. в Институте молодёжи (МосГУ) в рамках круглого стола «Молодёжный парламент — механизм реализации молодёжной политики, интересов молодёжи через участие в выборах всех уровней». В январе 2003 г. в Рязани прошёл I Всероссийский семинар-совещание «Развитие молодёжного парламентаризма в Российской Федерации», ознаменованный выпуском материалов по его итогам об опыте работы молодёжных парламентских структур в регионах России. Важной составляющей семинара-совещания стала разработка Рекомендаций по развитию молодёжного парламентаризма в Российской Федерации, на основе которых в дальнейшем были созданы молодёжные парламентские структуры в большинстве субъектов Российской Федерации.
В 2004, 2005, 2006, 2007 гг. прошли Всероссийские форумы молодых парламентариев, где были подготовлены такие документы, как Рекомендации по взаимодействию молодёжных парламентских структур с избирательными комиссиями разного уровня (2005 г.), Концепция по участию молодёжи в развитии российских территорий (2006 г.). Они легли в основу развития молодёжного парламентаризма.
- в 2002 году была создана Общественная молодёжная палата при ГД РФ
- в 2004 году — Молодёжная парламентская Ассамблея при СФ ФС РФ
- в 2005 году — зарегистрирован Центр развития молодёжного парламентаризма в России (руководитель Центра — Худолеев Андрей Николаевич)
- В 2008 году — подписано распоряжение Правительства Москвы о создании первого в России Центра молодёжного парламентаризма.
- В 2012 году — в Москве открыт Центр молодёжного парламентаризма, курирующий деятельность Молодёжного парламента города Москвы.

В настоящее время запущен интерактивный интернет-портал всероссийского молодёжного парламентского движения России — http://newparlament.ru/.

### Беларусь
В Беларуси молодёжные парламенты начали своё существование в 2007 году после создания Молодёжной палаты при Минском городском Совете депутатов. В настоящее время работает 5-й созыв Палаты..
На 2016 год существуют молодёжные парламенты в Минске, Новополоцке, Лиде, Барановичах, Борисове, Полоцке, Гродно и др.